# Cementerio San Pedro Apóstol (Managua)
Panteón Nacional de Nicaragua conocido como Cementerio San Pedro Apóstol es un cementerio y memorial ubicado en la ciudad de Managua en Nicaragua, construido en 1855 y declarado patrimonio histórico nacional en 2003, constituyendo parte integral del patrimonio cultural y arquitectónico del centro histórico de la Capital nicaragüense. 
Fue declarado "Panteón Nacional de Nicaragua" mediante decreto de ley n.º 829, aprobado el 16 de enero de 2013 y publicado en La Gaceta, Diario Oficial n.º 13 del 23 de enero de 2013.
Destacan las tumbas que son monumentos funerarios con obeliscos, esculturas y placas conmemorativas en mármol.
Es administrado por la Alcaldía de Managua a través de la Dirección de Patrimonio Histórico, considerándolo como un sitio de interés histórico y cultural, no solamente para Managua, sino que de la Nación.
Nicaragua cuenta con tres cementerios que son parte del "Patrimonio histórico y artístico de la Nación" que la Asamblea Nacional ha declarado como tal y constituyen bienes culturales. Los tres cementerios son:
- Cementerio San Pedro Apóstol en Managua.
- Cementerio San José en Granada (30 de octubre del 2012).
- Cementerio Greytown en San Juan del Norte.

## Ubicación
Se ubica al sureste de la ciudad de Managua.
Esta limitado al norte con el Parque "11 de julio", al sur con edificaciones habitacionales de reciente construcción, al este con la Avenida de Bolívar a Chávez y al oeste con el Edificio INSS y el Centro Nacional de Oftalmología (CENAO).

## Reseña histórica

### Fundación
Fue fundado a consecuencia de la peste del cólera que asoló Nicaragua en 1855, obligando a las autoridades a disponer de un lugar en las periferias de Managua para sepultar a las víctimas.
En 1865 se inició la construcción de una capilla dedicada a San Pedro Apóstol, de donde tomó el nombre el cementerio y el barrio que surgió a su alrededor.

### Auge
Se inició con el ordenamiento del camposanto durante el gobierno del presidente Tomás Martínez Guerrero y las administraciones de los alcaldes Carlos Aragón, Indalecio Bravo y Nicanor Obando o Alvarado, siendo terminada la construcción en julio de 1867.
El cementerio era propiedad de la Junta de Caridad, encargada de cuidar de su conservación y mejora. También, esta institución civil estaba en la obligación de construir otro camposanto para personas no católicas. Estas juntas de caridad obligatoriamente se encontraban asociadas con la parroquia cercana por lo cual, todo control sobre quienes serían sepultados debía pasar por el filtro de la Iglesia Católica y regirse bajo sus normas, por ello, se destinó un terreno colindante para sepulturas de extranjeros, masones declarados y suicidas.
Este terreno que se adhiere al cementerio, fue precisamente el que se compró en 1875 para enterrar a Don Enrique Gottel, quien no era católico y
además era masón. Esta área de la necrópolis se inaugura el 5 de enero de 1885 integrándose al resto del camposanto en 1894, cuando se decreta la secularización de los cementerios por la Asamblea Nacional Constituyente, después de la "Revolución Liberal" de 1893.
El 30 de noviembre de 1875, el presidente Pedro Joaquín Chamorro Alfaro, decretó un reglamento para el cementerio. 

### Clausura
Fue clausurado como cementerio el 9 de julio de 1922 cuando se cerró el registro con 307 entierros.
El último sepultado fue el doctor y general José Santos Zelaya, expresidente de la República, el 12 de octubre de 1930 cuando sus restos fueron repatriados desde Nueva York.

### Desmembramiento
Con el crecimiento de la ciudad, a partir de 1936, se comienzan a cercenar los terrenos del cementerio, realizándose exhumaciones y trasladándose hacia nuevos cementerios los restos de ilustres personajes como los del General José del Carmen Díaz y Reñazco, militar y poeta; los del Doctor Adán Cárdenas, expresidente de la República. Algunos, como los restos de Andrés Castro Estrada, fueron llevados por su familia a las cercanías de Tipitapa; mientras que, otros restos fueron echados a fosas comunes, sin ninguna consideración a su relevancia para la historia nacional.
En la década de los cincuenta se inició la construcción del edificio del Seguro Social en desmembración 
de una parte del terreno que ocupaba originalmente el cementerio. 
Los terremotos de marzo de 1931 y diciembre de 1972, provocaron la destrucción de sus monumentos más altos y de la misma ermita dedicada a San Pedro Apóstol. Se dio el tráfico desmedido de sus esculturas y mármoles provocando que muchas
tumbas no sean identificadas ni se tenga una idea clara de cómo fue el cementerio en su totalidad.

### Recuperación
Durante la administración edilicia de Herty Lewites fue declarado "Patrimonio Histórico de la Nación" mediante el Decreto 36-2003 del 12 de abril del año 2003.
La Alcaldía de Managua, a través de la Dirección de Patrimonio Histórico, realiza labores de limpieza, restauración y conservación del sitio, se construye el muro perimetral y se acondicionan las áreas de visitantes.
En enero de 2013, fue declarado mediante ley "Panteón Nacional de Nicaragua" durante la administración de Daniel Ortega.